# Mang
Mang (芒) va ser el novè rei de la dinastia Xia. Possiblement va governar durant 18 anys. Va prendre el tron l'any de Renshen (壬申), i per celebrar la seva entronització va celebrar una gran festa inaugural en la qual regalà jades preciosos a tots els seus vassalls.
En el 33è any del seu mandat, un dels seus vassalls, Shang Zihai, va moure la seva capital de Shangqiu (商丘) a Yin (殷) per primera vegada després de la reconquesta de Shǎo Kāng.
Segons els Annals de bambú, un dia mentre Mang navegava pel mar de la Xina Oriental va aconseguir atrapar un peix de dimensions extraordinàries (aquest esdeveniment es narra com un fet singular i èpic).